# Saint-Germain-d’Elle
Saint-Germain-d’Elle ist eine französische Gemeinde mit 209 Einwohnern (Stand 1. Januar 2022) im Département Manche in der Region Normandie. Sie gehört zum Kanton Pont-Hébert und zum Arrondissement Saint-Lô. 
Sie grenzt im Nordwesten und im Norden an Bérigny, im Nordosten an La Bazoque, im Osten an Cormolain, im Südosten an Montrabot (Berührungspunkt) sowie im Süden und Südwesten an Saint-Jean-d’Elle.

## Bevölkerungsentwicklung
| Jahr      | 1962 | 1968 | 1975 | 1982 | 1990 | 1999 | 2008 | 2018 |
| --------- | ---- | ---- | ---- | ---- | ---- | ---- | ---- | ---- |
| Einwohner | 265  | 247  | 225  | 237  | 212  | 198  | 185  | 224  |